# Nikola Precca
Nikola Precca (Nikola Preka) (Nevesinje, 1883. - ), hrvatski političar, kulturni djelatnik, dobročinitelj, ministar

## Životopis
Rodio se u bogatoj trgovačkoj obitelji u Nevesinju. Imao je trojicu braće, od kojih je poznat bio Đorđo. Njegov otac Gašpar, podrijetlom Albanac, došao je u Nevesinje došao po ulasku Austrije u BiH i bio liferant za vojsku, i pomogao je mnogo za izgradnju crkve u Nevesinju. Nikola Precca je studirao u Italiji. 
Godine 1911. bio je povjerenik HKD Napredak. Bio je poslije hrvatski političar.
Na izbore 1920. Hrvatska težačka stranka izašla je u okviru tzv. Hrvatske zajednice koja je snažno isticala hrvatsko nacionalno jedinstvo. Ovu su stranku organizirali Nikola Precca i Nikola Buconjić iz Nevesinja. Iste godine ta stranka ušla je u sastav HRSS-a Stjepana Radića, poslije HSS. Bio je zastupnik na listi Stjepana Radića, kulturni djelatnik, dobročinitelj, ministar socijalne politike i narodnoga zdravlja u Vladi Kraljevine Jugoslavije u Beogradu. Posvetio je svoj život i žrtvovao svoju karijeru za hrvatski narod i njegovu slobodu. Do 1930-ih je u bjelopoljskom kraju voda bila onakva kakva je dolazila sa svog vrela, a onda je zauzimanjem Nikole Precce, onodobnog narodnog poslanika Hrvatske seljačke stranke Nikole Preke, koji se onda odvojio od dr. Mačeka i bio ministar Socijalne politike u beogradskoj vladi, Kraljevina SHS je sagradila vodovod. 
Osim što je Precca pomogao crkvi u Nevesinju, darovao je 1939. zvono za crkvu sv. Ane u Ulogu.
Bio je HSS-ov disident. U Šestosiječanjskoj diktaturi prišao vladi Petra Živkovića u kojoj je postao ministar. Na skupštinskim izborima 1931. i 1935. izabran u mostarskom kotaru na vladinim listama za narodnog zastupnika.
Nikolin brat Đorđo (Giorgio, Jure) za kći uglednog gostioničara iz Bijelog Polja Jakova Doke, Jele. Đorđo je tad bio vlasnik hotela u Nevesinju. Nije naslijedio radnju. Đorđo je radio u punčevoj gostionici kao nasljednik po ženi. Bio je logornik u NDH. Godine 1945. otišao je u izbjeglištvo poput brojnih Hrvata. S oko devedeset šest Hrvata 1947. godine u akciji 10. travnja (Božidar Kavran i ostali) upao je iz Austrije u Jugoslaviju radi pridruživanja križarskoj gerili koja se odupirala novim vlastima. Zbog izdaje svi sudionici skupine uhićeni su i zarobljeni te su osuđeni na smrt rujna 1948., a Đorđo je bio obješen.

## Vanjske poveznice
- Župa Uznesenja BDM, Nevesinje Nikola Precca, potomak stare nevesinjske katoličke obitelji, posjetio Župu Nevesinje, 18. veljače 2010.